# Aire d'attraction d'Amélie-les-Bains-Palalda
L'aire d'attraction d'Amélie-les-Bains-Palalda est un zonage d'étude défini par l'Insee pour caractériser l’influence de la commune d'Amélie-les-Bains-Palalda sur les communes environnantes. Publiée en octobre 2020, elle se substitue à l'aire urbaine d'Amélie-les-Bains-Palalda, qui comportait 3 communes dans le dernier zonage qui remontait à 2010.

## Définition
L’aire d’attraction d'une ville est composée d’un pôle, défini à partir de critères de population et d’emploi ainsi que d’une couronne constituée des communes dont au moins 15 % des actifs travaillent dans le pôle. Le pôle d’attraction constitue ainsi un point de convergence des déplacements domicile-travail,.

## Type et composition
L’aire d'attraction d'Amélie-les-Bains-Palalda est une aire intra-départementale qui comporte 6 communes dans les Pyrénées-Orientales.
Elle est catégorisée dans les aires de moins de 50 000 habitants, une catégorie qui regroupe 16,6 % de la population d'Occitanie et 12,2 % au niveau national.

### Carte

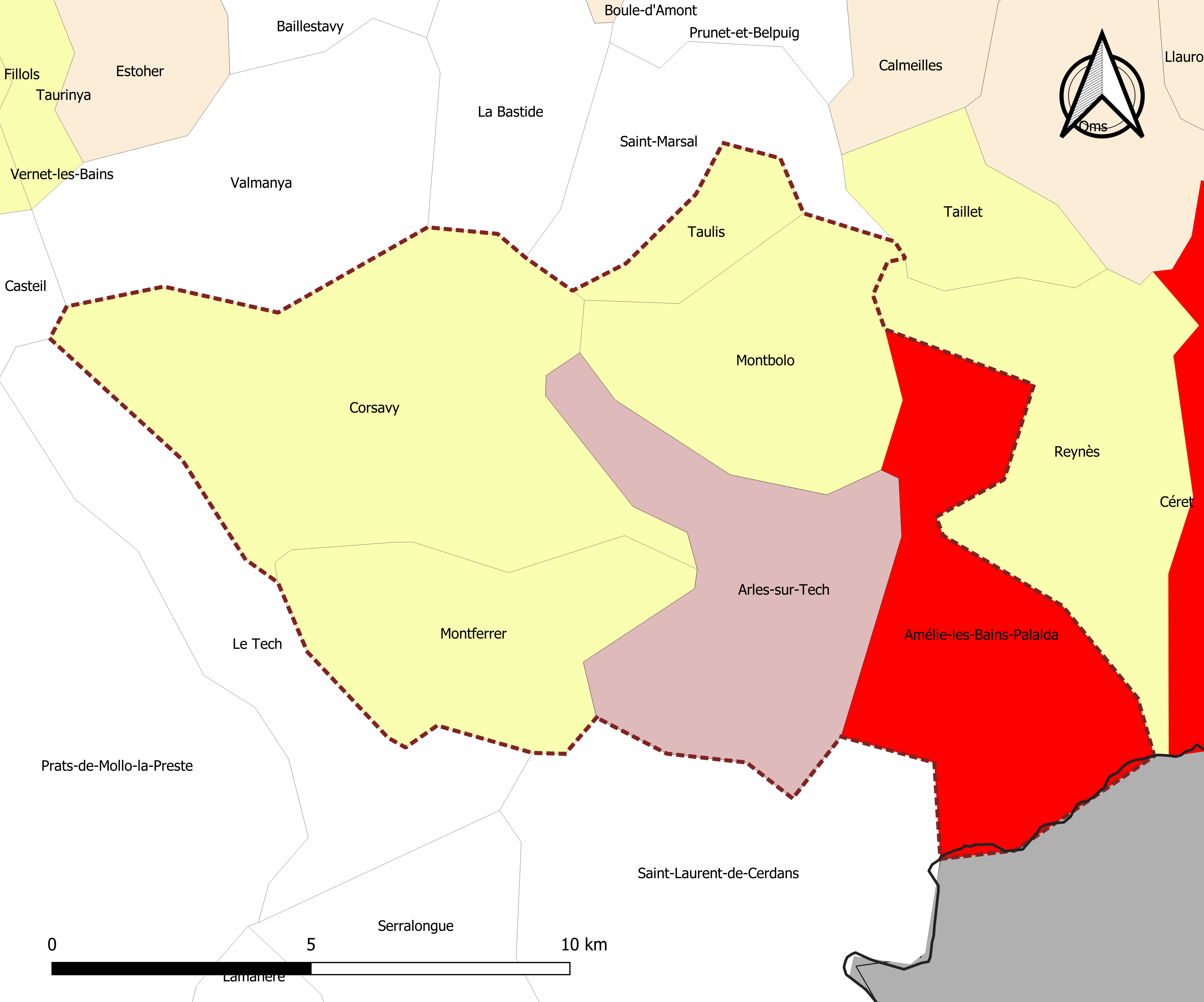
Carte de l'aire d'attraction d'Amélie-les-Bains-Palalda.
Commune-centre
Commune du pôle principal
Commune de la couronne

### Composition communale
| Nom                                       | Code Insee | Département         | Statut                    | Superficie (km2) | Population (dernière pop. légale) | Densité (hab./km2) | Modifier                                    |
| ----------------------------------------- | ---------- | ------------------- | ------------------------- | ---------------- | --------------------------------- | ------------------ | ------------------------------------------- |
| Amélie-les-Bains-Palalda (commune-centre) | 66003      | Pyrénées-Orientales | commune-centre            | 29,43            | 3 553 (2022)                      | 121                | modifier les données · modifier les données |
| Arles-sur-Tech                            | 66009      | Pyrénées-Orientales | commune du pôle principal | 28,82            | 2 805 (2022)                      | 97                 | modifier les données · modifier les données |
| Corsavy                                   | 66060      | Pyrénées-Orientales | commune de la couronne    | 47,02            | 247 (2022)                        | 5,3                | modifier les données · modifier les données |
| Montbolo                                  | 66113      | Pyrénées-Orientales | commune de la couronne    | 21,98            | 179 (2022)                        | 8,1                | modifier les données · modifier les données |
| Montferrer                                | 66116      | Pyrénées-Orientales | commune de la couronne    | 21,95            | 216 (2022)                        | 9,8                | modifier les données · modifier les données |
| Taulis                                    | 66203      | Pyrénées-Orientales | commune de la couronne    | 6,19             | 58 (2022)                         | 9,4                | modifier les données · modifier les données |